# Malovše
Malovše é uma vila localizada no município de Ajdovščina na Eslovênia. Possuía uma população estimada de 121 habitantes em 2020.